# Unified Speech and Audio Coding
Unified Speech and Audio Coding (USAC) ist ein Audiodatenkompressionsformat und Codec für sowohl Musik und Sprache oder gemischte Signale unter Verwendung sehr niedriger Bitraten zwischen 12 und 64 kbit/s. Es ist derzeit unter Entwicklung in der MPEG und wird als ein internationaler Standard ISO/IEC 23003-3 (auch bekannt als MPEG-D Part 3) und auch als ein MPEG-4-Audio-Objekttyp in ISO/IEC 14496-3:2009/Amd 3 definiert.
Es verwendet lineare Vorhersage in der Zeitdomäne und Werkzeuge zur Kodierung des Restsignals (ACELP-ähnliche Techniken) für Sprachsignal-Abschnitte und Transformationskodierungswerkzeuge (MDCT-basierte Techniken) für Musik-Signalabschnitte und es kann abhängig vom Signalinhalt zwischen beiden Ansätzen dynamisch umschalten. Unter den Zielsetzungen für die Entwicklung sind unter anderem Leistungssteigerungen gegenüber HE-AACv2 und AMR-WB+ als spezialisiertem Format für Sprachsignale. Verbesserte Varianten der MPEG-4-Spektralbandreplikation (SBR) und Techniken zur parametrischen Audiokodierung aus MPEG-D MPEG Surround sind in den USAC-Codec integriert.

## Geschichte
Der Standardisierungsprozess begann im Oktober 2007 mit dem Aufruf zur Einreichung von Vorschlägen auf dem 82. Treffen der MPEG. Für die Entwicklung des Standards wurde ein Vorschlag vom Fraunhofer-Institut für Integrierte Schaltungen und der VoiceAge Corporation (siehe ACELP) als Basis genommen. Auf diesen Vorschlag, das sogenannte „Reference Model 0 (RM0)“ legte man sich nach einer Testphase beim 85. MPEG-Treffen im Juli 2008 fest. Bei dem 86. Treffen im Oktober wurde die Erstellung eines Referenz-Encoders vorgeschlagen und vereinbart.